# 陸嵩
陸嵩，字中山，順天府宛平縣（今屬北京市）人。清初翰林。

## 生平
陸嵩於順治二年（1645年）舉乙酉科順天鄉試，順治三年（1646年）聯捷丙戌科三甲進士。選庶吉士，散館授檢討。